# هاینتس فلوهه
هاینتس فلوهه (به آلمانی: Heinz Flohe) بازیکن فوتبال و هافبک اهل آلمان است که از سال ۱۹۷۰ میلادی عضو تیم ملی فوتبال آلمان بوده‌است. وی در ۳۹ بازی ملی حضور داشته است و آخرین بازی ملی خود را در سال ۱۹۷۸ میلادی انجام داد. هاینتس فلوهه در بازی‌های ملی‌اش ۸ گل به ثمر رساند.